# دونالد ويلسون
دونالد ويلسون (بالإنجليزية: Donald Wilson) هو ضابط أمريكي، ولد في 25 سبتمبر 1892 في مقاطعة بيندلتون في الولايات المتحدة، وتوفي في 21 يونيو 1978.